# Oscar Más
Oscar Más (Villa Ballester, 1946. október 29. –) argentin válogatott labdarúgó.

## Pályafutása

### A válogatottban
1961 és 1967 között 25 alkalommal szerepelt az argentin válogatottban és 24 gólt szerzett. Részt vett még az 1966-os világbajnokságon és az 1967-es Dél-amerikai bajnokságon.

## Sikerei, díjai
Real Madird
- Spanyol kupa (1): 1973–74

River Plate
- Argentin bajnok (2): Metropolitano 1975, Nacional 1975

Argentína
- Dél-amerikai ezüstérmes (1): 1967

Egyéni
- Az argentin bajnokság gólkirálya (2): Metropolitano 1970 (16 gól), Metropolitano 1973 (17 gól)
- A Copa Libertadores gólkirálya (1): 1970  (9 gól)